# Eldorado (Texas)
Eldorado es una ciudad ubicada en el condado de Schleicher en el estado estadounidense de Texas. En el Censo de 2010 tenía una población de 1.951 habitantes y una densidad poblacional de 540,76 personas por km².

## Geografía
Eldorado se encuentra ubicada en las coordenadas 30°51′42″N 100°35′53″O / 30.86167, -100.59806. Según la Oficina del Censo de los Estados Unidos, Eldorado tiene una superficie total de 3.61 km², de la cual 3.61 km² corresponden a tierra firme y (0%) 0 km² es agua.

## Demografía
Según el censo de 2010, había 1.951 personas residiendo en Eldorado. La densidad de población era de 540,76 hab./km². De los 1.951 habitantes, Eldorado estaba compuesto por el 74.32% blancos, el 1.18% eran afroamericanos, el 0.72% eran amerindios, el 0.21% eran asiáticos, el 0% eran isleños del Pacífico, el 20.4% eran de otras razas y el 3.18% pertenecían a dos o más razas. Del total de la población el 61.25% eran hispanos o latinos de cualquier raza.